# Visunarat
Koning Somdetch Brhat-Anya Chao Visulya Raja Devavadhi Pada Sri Sadhana Kanayudha, beter bekend onder de naam Visunarat volgde zijn neef Som Phu op als 15e koning van Lan Xang in 1500. Hij was een zoon van koning Sao Tia Kaphat hij werd geboren in 1465 onder de naam Vijaya Kumara. Hij was de gouverneur van Vientiane voordat hij koning werd. In 1491 werd hij benoemd tot eerste minister (Phaya Sena Muang) en kreeg hij de naam Visan (bliksem). Van 1495 tot 1497 was hij regent voor zijn neef Som Phu. Toen die volwassen werd ging hij echter zelf regeren. In 1500 besloot Visunarat zelf te regeren en zette zijn neef af. 

Zijn regeerperiode was een zeer stabiele en welvarende tijd voor het koninkrijk Lan Xang. Hij liet vele gebedsplaatsen en monumenten bouwen. Hij stierf in 1520, voor zover bekend had hij 1 zoon:

- Prins (Chao Fa) Photisarat I, hij volgde koning Visunarat op in 1520.